# 茗荷谷 (新潟市)
茗荷谷（みょうがだに）は、新潟県新潟市江南区の町字。郵便番号は950-0114。

## 概要
1889年（明治22年）から現在までの大字。阿賀野川の左岸、亀田砂丘の北側に位置する。もとは江戸時代から1889年（明治22年）まであった茗荷谷新田の区域の一部。

### 隣接する町字
北から東回り順に、以下の町字と隣接する。
- 西野
- 西山
- 藤山
- うぐいす
- 駒込
- 丸山ノ内善之丞組

## 歴史
横越村の枝郷で、1637年（寛永14年）の開発とされるが、1725年（享保10年）の郷村帳には1633年（寛永10年）。また、地内の観音堂境内にある1826年（文政9年）建立の開基塚にも寛永10年開発と刻まれている。

### 年表
- 1889年（明治22年）4月1日 : 合併により山通村の大字となり、1957年（昭和32年）まで茗荷谷新田と称する。
- 1901年（明治34年）11月1日 : 合併により大江山村の大字となる。
- 1915年（大正4年） : 西大崎（現 : 三条市）から了応寺が移転。
- 1957年（昭和32年）5月3日 : 合併により新潟市の大字となる。
- 2007年（平成19年）
  - 4月1日 : 新潟市の政令指定都市移行により、江南区の大字となる。
  - 5月21日 : 新潟中央卸売市場が中央区上所から移転。

## 世帯数と人口
2018年（平成30年）1月31日現在の世帯数と人口は以下の通りである。
| 大字   | 世帯数  | 人口  |
| ------ | ------- | ----- |
| 茗荷谷 | 148世帯 | 383人 |

## 小・中学校の学区
市立小・中学校に通う場合、学区は以下の通りとなる。
| 番地 | 小学校             | 中学校               |
| ---- | ------------------ | -------------------- |
| 全域 | 新潟市立丸山小学校 | 新潟市立大江山中学校 |

## 主な企業・施設
- 新潟市中央卸売市場
- 新潟中央卸売市場内郵便局
- 第四北越銀行 新潟中央市場支店

## 交通

### 道路
- 新潟県道4号新潟港横越線
- 新潟県道16号新潟亀田内野線